# Club de remo Vesta
El Club de remo Vesta  es un club de remo  con sede en el Tideway del Río Támesis en Putney, Londres, Inglaterra. Este fue fundado en 1870.
Vesta organiza dos carreras de cabeza cada año; el Scullers Cabeza y la Cabeza de Veteranos.

## Historia

### Fundación
Vesta, el club de remo fue fundado en 1870. Está dicho que durante la reunión inaugural del club, los miembros decidieron que el club debería ser nombrado después de la primera barca para pasar debajo del Puente de Londres. La primera embarcación, un tirón de vapor, para pasar bajo el puente Vesta.
La primera casa del club era Salters Boathouse la cual era una parte  de Pub de Plumas en el Wandle el cual desemboca en el Tideway justo en el oeste de Wandsworth Puente. En 1875, el club traslado a la Unidad boathouse (ahora el Ranelagh Club de Navegación) y de allí a su presente clubhouse próxima puerta en 1890.
Para empezar el Vesta sólo corrió en-casa. Primera entrada del club conocida en una carrera abierta viene en 1876. La primera victoria en el año con J. Whaley ganando el joven Sculls en Windsor y Eton Regatta. El primer remo ganador no vino hasta que 1888 y aquello era un Joven  Sénior IV en Walton Regatta.  Las hojas son partidos carmín y negras oblicuamente.

### SigloXX
Desde aquella fecha en adelante Vesta tuvo éxito creciente en el agua, no el menos del cual Harry incluido Blackstaffe  victoria doble en el Diamante Sculls en Henley Real Regatta, el Wingfield Sculls en el Thames en 1906 y medalla de Oro Olímpico en la 1908 olimpiada de Londres.
El club prácticamente cesó funcionar durante la Gran Guerra de 1914–18 ser único mantuvo vivo a través de las actividades de algunos de sus miembros más viejos y aquellos encima dejan del frente quién ocasionalmente remó. había 214 pagado-arriba de miembros de Vesta en 1914. 78 acoplado de quien 12 hizo el sacrificio definitivo, dio sus vidas en aquella lucha.
En 1920 el club perdido en la final del Wyfold IVs en Henley Real Regatta. Sea el club   primer aspecto de día de las finales en aquel agosto regatta en una porra-oared barca. En 1930 el club éxito tenido finalmente en esta clase de barca en el Regatta ganando el Thames Taza de Reto para club VIIIs.
En diciembre de 1936 un fuego desgarrado a través del clubhouse destruyendo muchos de sus registros y trofeos, y averiando o destruyendo algunas treinta barcas. Aquel verano Eric Wingate y David Baddeley fue en para ganar la Plata Goblets & Nickalls' Taza de Reto para el club en Henley Regatta.
Durante la Segunda Guerra Mundial la Brigada de Fuego del Londres requisó Vesta  clubhouse para la duración de las hostilidades. Remando aun así continuado cuando Club de remo de Banco de los Barclay dejó Vesta para operar fuera de sus premisas más allá a lo largo del Embankment. Siete pre-miembros de guerra del club no regresó de aquel conflicto.
En 1960 el club  coxless IV ganado en Twickenham, Marlow, Kingston y tan favoritos, ganados a través de a la final en Henley Real Regatta perdiendo a St. Thomas' Hospital.
En 1976 el primer VIII ganó la Taza de Reto Magnífica en Marlow Regatta. Un coxless IV hecho de los remeros de esta tripulación ganaron una medalla de plata en los campeonatos nacionales de aquel año.
En 1981 el club regresó a maneras ganadoras en Henley Regatta con el club  coxed IV ganando el Britannia Taza.
El club  más alto nunca llegada en el Eights la cabeza de la Carrera de Río constó en 1986 cuándo primer VIII del club acabó sexto global, ganando el Vernon Trofeo como el más rápido Tideway tripulación.

### Mujeres séniors
March 1994 era un año notable para el club cuándo los miembros votaron para dejar las mujeres unen miembros tan llenos. Con éxito de tiempo siguió. El club ganó Sénior VIIIs y ligero Sculls en Henley Mujeres  Regatta en 2004. El equipo sénior de las mujeres repitió esta victoria en 2010 cuándo ellos otra vez ganados Séniors VIIIs en aquel regatta y compitió el sábado en Henley Real Regatta. El equipo continuado con su éxito doméstico que gana el Club Intermedio VIIIs en Henley las mujeres es Regatta en 2011 y otra vez en 2012.

## Acontecimientos
Vesta Ha corrido muchas competiciones anuales abajo a través de los años. El club primero empezó hacer este en 1912. En 1923 el Vesta Dashes, el cual era un mid-verano competición de curso corto atropella tres anocheceres, era instigated. Tan ya declarado en 1954 el club fundó el Scullers' Cabeza de la carrera de Río.
En 1981 Vesta organizó los primeros Veteranos' Cabeza de la Carrera de Río cuándo entonces principal VIIIs carrera de Cabeza paró tomar entradas Veteranas. Esta carrera es ahora una de la cabeza más grande corre aquello tiene lugar en el tidal Thames con los competidores y las tripulaciones que provienen a través del Reino Unido y en el extranjero para participar.

## Resultados notables
En 2009 los hombres séniors  coxed IV logró las finales del Britannia Taza de Reto en Henley Real Regatta. Desafortunadamente, el unseeded Vesta la tripulación estuvo derrotada por justo bajo una longitud en el final a Agecroft Club de remo.
En 2014 Vesta ganó el Horton Taza para Sénior coxales fours en el Metropolitano Regatta y corrido a través de a sábado de Henley Real Regatta.
- 1906 - Ganador,  Wingfield Sculls: Harry Blackstaffe
- 1908 - Ganador, Diamond Sculls, Henley Real Regatta
- 1930 - Ganador, Thames Taza de Reto, Henley Real Regatta
- 1936 - Ganadores, Plata Goblets, Henley Real Regatta: Eric Wingate y David Baddeley
- 1972 - Ganador, 1972 británico Remando Campeonatos, Hombres  2- composite[2]
- 1976 - Plata, británico Nacional Remando Campeonato,
- 1981 - Ganadores, Britannia Taza de Reto, Henley Real Regatta
- 1981 - Semi-finalistas, Thames Taza de Reto, Henley Real Regatta
- 1984 - Ganador, 1984 británico Remando Campeonatos, Whitbread Sprint[3]
- 1985 - Ganador, 1985 británico Remando Campeonatos, Hombres  2+[4]
- 2004 - Ganador, la élite Ligera Solo Scull, Henley Mujeres  Regatta: Charlotte Easton
- 2004 - Ganadores, Séniors VIIIs, Henley Mujeres  Regatta
- 2005 - Ganador, 2005 británico Remando los campeonatos Abren 2x[5]
- 2009 - Finalistas, Britannia Taza de Reto, Henley Real Regatta
- 2010 - Ganadores, Séniors VIIIs, Henley Mujeres  Regatta
- 2010 - Semi-finalistas Remenham Taza de Reto, Henley Real Regatta
- 2011 - Ganadores, Intermedios VIIIs, Henley Mujeres  Regatta
- 2012 - Ganadores, Intermedios VIIIs, Henley Mujeres  Regatta
- 2013 - 3.º Sitio, WEHORR
- 2013 - Trimestre-finalistas, Remenham Taza de Reto, Henley Real Regatta
- 2013 - Semi-finalistas, Wyfold Taza de Reto, Henley Real Regatta